# Human Nature (chanson de Michael Jackson)
Cet article concerne la chanson de Michael Jackson. Pour la chanson de Madonna, voir Human Nature.
Pour les articles homonymes, voir Human Nature.
Singles de Michael Jackson
Wanna Be Startin' Somethin'
(1983) P.Y.T. (Pretty Young Thing)
(1983)
Pistes de Thriller
Billie Jean
(6) P.Y.T. (Pretty Young Thing)
(8)
Human Nature est une chanson composée par Steve Porcaro, écrite par John Bettis, produite par Quincy Jones et interprétée par Michael Jackson. Sortie en tant que single le 3 juillet 1983, la chanson est tirée de l'album Thriller (1982) et est le cinquième des sept singles issus de cet album.
Comme les quatre singles de Thriller qui l'ont précédé, Human Nature s'est classé dans le top 10 aux États-Unis, atteignant la septième place du Billboard Hot 100. Elle a également atteint la deuxième place du classement Billboard Adult Contemporary et a été certifié platine par la Recording Industry Association of America. Au Canada et aux Pays-Bas, le single a atteint la 11e place. Le single n'est pas sorti au Royaume-Uni. La chanson a reçu un accueil positif de la part des critiques musicaux. Human Nature a été échantillonné par de nombreux artistes, notamment par Nas avec It Ain't Hard to Tell, et Teddy Riley qui a remixé le single du groupe SWV, Right Here, en incluant un échantillon de Human Nature.

## Contexte et composition

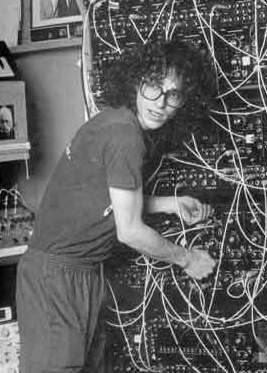
Steve Porcaro en 1982.

La première version de Human Nature est écrite et composée à l'origine par Steve Porcaro pour son groupe Toto. Human Nature signifie « nature humaine » en français. Il écrit cette chanson lorsque sa fille en première année d'école primaire est rentrée à la maison en pleurant après qu'un garçon l'ait poussée du toboggan. Pour la consoler, il lui donne alors trois raisons pour cet incident : le garçon lui plaisait, les gens peuvent être étranges et c'est la « nature humaine ». Il a ensuite enregistré une maquette de la chanson dans leur studio alors que la chanson Africa de Toto était en cours de mixage. David Paich, un autre claviériste de Toto, a ajouté des cordes de synthétiseur à la maquette. À l'origine, la chanson a été proposée à Toto, mais ils l'ont refusée car ils préféraient des morceaux plus orientés vers l'arena rock. 

David Paich, avait préparé des démos pour le producteur Quincy Jones comme chansons possibles pour Thriller et a demandé à Steve Porcaro d'enregistrer les démos sur une cassette pour Jones. Étant à court de cassettes, Porcaro a utilisé la cassette sur laquelle il avait déjà enregistré sa démo de Human Nature, en mettant les chansons de Paich au verso et en indiquant sur l'étiquette que c'était le côté que Jones devait écouter. Jones a écouté les chansons de Paich mais n'a pas pensé qu'elles convenaient à Thriller. Cependant, il n'a pas arrêté la cassette après la fin de la première face, et le magnétocassette qui lisait la cassette avait une fonction « autoreverse », ce qui signifie qu'elle commençait à lire l'autre face dès que la première était terminée. Quincy Jones l'a décrite plus tard comme suit : « Tout d'un coup, à la fin, il y avait tout ce silence, puis « why, why, dah dah da-dum dah dah, why, why ». Simplement ces paroles bidons et une maquette très squelettique, j'en ai la chair de poule rien que d'en parler. J'ai dit que nous devions aller dans cette direction, parce qu'il y a là un parfum fantastique ». Cependant, Jones était peu satisfait des paroles originales des couplets et demande à John Bettis, qui avait déjà écrit des paroles pour The Pointer Sisters et The Carpenters, d'écrire de nouvelles paroles pour la chanson. Jones complète la chanson en deux jours et demande si la chanson peut être incluse dans l'album de Jackson, ce que Steve Porcaro et John Bettis acceptent. Porcaro parle de l'apport de Bettis dans Human Nature : 

« À la dernière minute, Quincy (Jones) m'a demandé si cela me dérangeait que John Bettis s'occupe des paroles des couplets, et j'ai répondu : « Non, pas du tout ». Je ne me considérais pas comme un grand parolier. Quelquefois, ce qui sort de ma bouche quand j'écris, comme le refrain de Human Nature, pourrait être utile. Mais j'étais très ouvert. Mais avec John Bettis, je n'ai pas changé une seule syllabe, il a tout simplement réussi. Il a transformé ma maquette en une chanson, avec un début, un milieu et une fin. Ces paroles sont incroyables et je n'en parle pas assez. »

En effet, la chanson n'a pas beaucoup changé musicalement entre la démo et la version finale pour l'album, car Jones aimait la chanson telle qu'elle était. Elle a été en grande partie recréée en studio. L'ingénieur du son Bruce Swedien a notamment demandé à Porcaro, qui jouait la plupart des parties et aidait Jackson avec le phrasé vocal, de l'aider à reproduire le phrasé des accents du « Why, why » que l'on peut entendre sur la démo. Human Nature a été la dernière chanson choisie pour Thriller, évinçant Carousel de celui-ci,.
Ce sont les musiciens du groupe Toto eux-mêmes, soit Steve Porcaro, David Paich, Jeff Porcaro et Steve Lukather — accompagnés de Paulinho Da Costa et Michael Boddicker — qui enregistrèrent le titre avec Michael Jackson. Human Nature est une ballade dont les paroles évoquent la joie de sortir la nuit à New York et d'y faire une rencontre amoureuse.

## Sortie et accueil
Human Nature a été éditée le 3 juillet 1983 en tant que cinquième single de l'album Thriller. Elle n'est pas sortie au Royaume-Uni pour des raisons inconnues. Elle a recueilli de nombreux commentaires positifs de critiques musicaux.
John Rockwell, du New York Times, note que Human Nature est une « ballade obsédante et sombre » avec un refrain « irrésistible ». Sur le site AllMusic il est observé que Human Nature, « douce et charmante », coexiste facilement avec Beat It, « dure et effrayante ». Dans une autre critique d'AllMusic il est ajouté qu'il s'agit d'un « titre soft rock ». Dans une critique rétrospective pour l'album Thriller par Slant Magazine, Human Nature est notée comme étant « probablement la meilleure composition musicale de l'album et sûrement l'une des seules ballades A/C de son époque qui mérite d'être retenue ». Dans Stylus la chanson a également été louée, décrite comme « la plus douce des ballades ». Cependant, il est ajouté que la musique « ne fait pas grand-chose pour incarner le message de la chanson » et qu'elle dissimule la « voix glacée » de Jackson dans des « synthétiseurs à bulles et des coussins de batterie ».
Au niveau commercial, la chanson réalise des résultats de vente moyens en atteignant tout de même aux États-Unis la septième place au Billboard Hot 100, devenant ainsi le cinquième single de Thriller à entrer dans le Top 10 américain. Human Nature s'est classé à la 27e place du classement des singles R&B. En dehors des États-Unis, il atteint notamment la 11e place au Canada et aux Pays-Bas.

## Interprétations en public
Human Nature a été interprétée pour la première lors du Victory Tour. Michael Jackson commençait à chanter Ben, avant de s'arrêter et d'interpréter Human Nature.  Elle est également interprétee par Jackson lors du Bad World Tour, du Dangerous World Tour ainsi qu'au concert au Brunéi en 1996. Elle était aussi planifiée au programme de la tournée This Is It,  qui a été annulée en raison de sa mort ; cependant, la chanson a été incluse dans l'album posthume pour coïncider avec les concerts. Des versions en concert de la chanson sont disponibles sur les DVD Live at Wembley July 16, 1988 et Live in Bucharest: The Dangerous Tour. Toto a interprété la chanson lors de certains de ses concerts avec la participation de Joseph Williams. Une version live interprétée par le groupe Toto est également disponible sur leur compilation 40 Trips Around the Sun.

## Liste des titres
| A. | Human Nature | John Bettis, Steve Porcaro | 3:46 |
| B. | Baby Be Mine | Rod Temperton              | 4:20 |

## Crédits
- Michael Jackson – chant
- Steve Porcaro – écriture, composition, synthétiseur, programmation du synthétiseur
- John Bettis – écriture, composition
- David Paich – synthétiseur
- Steve Lukather – guitare
- Jeff Porcaro – Batterie
- Paulinho Da Costa – percussion
- Michael Boddicker (en) – émulateur E-mu
- Quincy Jones – production
- Arrangements : David Paich, Steve Porcaro et Steve Lukather

Crédits adaptés du livret de Thriller.

## Classements et certifications

### Classements hebdomadaires
| Classement (1983)                      | Meilleure position |
| -------------------------------------- | ------------------ |
| Allemagne de l'Ouest (Media Control)   | 64                 |
| Australie (Kent Music Report)          | 64                 |
| Belgique (Flandre Ultratop 50 Singles) | 12                 |
| Belgique (Flandre VRT Top 30)          | 11                 |
| Canada (RPM Top Singles)               | 11                 |
| Canada (RPM Adult Contemporary)        | 1                  |
| États-Unis (Hot 100)                   | 7                  |
| États-Unis (Adult Contemporary)        | 2                  |
| États-Unis (Hot Black Singles)         | 27                 |
| États-Unis (Cash Box Top 100)          | 10                 |
| Nouvelle-Zélande (RMNZ)                | 33                 |
| Pays-Bas (Nederlandse Top 40)          | 14                 |
| Pays-Bas (Single Top 100)              | 11                 |

| Classement (2009)                         | Meilleure position |
| ----------------------------------------- | ------------------ |
| Belgique (Flandre Back Catalogue Singles) | 12                 |
| Danemark (Tracklisten)                    | 39                 |
| Canada (Digital Songs)                    | 27                 |
| États-Unis (Digital Songs)                | 21                 |
| Italie (FIMI)                             | 29                 |
| Pays-Bas (Single Top 100)                 | 40                 |
| Royaume-Uni (UK Singles Chart)            | 62                 |
| Suède (Sverigetopplistan)                 | 38                 |
| Suisse (Schweizer Hitparade)              | 46                 |

| Classement (2013) | Meilleure position |
| ----------------- | ------------------ |
| France (SNEP)     | 165                |

### Classements de fin d'année
| Classement (1983–84)          | Position |
| ----------------------------- | -------- |
| Belgique (Flandre Ultratop)   | 91       |
| Canada (RPM Top Singles)      | 90       |
| États-Unis (Hot 100)          | 89       |
| États-Unis (Cash Box Top 100) | 79       |

### Certifications
| Région                                   | Certification | Ventes/Streams |
| ---------------------------------------- | ------------- | -------------- |
| Danemark (IFPI)                          | Or            | 45 000‡        |
| Mexique (AMPROFON)                       | Or            | 30 000‡        |
| États-Unis (RIAA)                        | Platine       | 1 000 000‡     |
| Royaume-Uni (BPI)                        | Argent        | 200 000‡       |
| ‡ventes/streaming selon la certification |               |                |

## Reprises
Human Nature a été reprise par de nombreux artistes, dont notamment :
- Miles Davis, sur son album You're Under Arrest de 1985 ;
- Boyz II Men, sur leur album Throwback, Vol. 1 de 2004 ;
- Craig David, en 2008, dans l'émission Taratata (en version acoustique) ;
- John Mayer, avec une version instrumentale jouée lors des funérailles de Michael Jackson le 7 juillet 2009[49] ;
- Jon Secada, dans une version salsa sur l'album Unity: The Latin Tribute to Michael Jackson (2015).

Les chansons qui ont échantillonné Human Nature sont notamment les suivantes :
- SWV, avec leur titre Right Here (Human Nature Remix) (1993) ;
- Nas, avec son titre It Ain't Hard to Tell ;
- Jason Nevins et Tupac Shakur, avec leur titre Thug Nature via la version de SWV ;
- BLACKstreet, avec leur titre Why, Why ;
- David Mead, avec le titre Indiana ;
- Chris Brown, avec son titre She Ain't You (2011) via la version de SWV ;